# Ursinia caledonica
Ursinia caledonica là một loài thực vật có hoa trong họ Cúc. Loài này được (E.Phillips) Prassler miêu tả khoa học đầu tiên năm 1967.